# Regione della Lika e di Segna
La Regione della Lika e di Segna o Regione Licca-Segna (croato: Ličko-senjska županija) è una delle suddivisioni amministrative della Croazia occidentale che corrisponde in parte al territorio della Liburnia e alla Morlacchia. Ha il suo fulcro nella regione interna della Lika, che si estende ad est sino alla Bosnia ed Erzegovina.

Il restante territorio, geograficamente dalmata, è costituito dalla parte settentrionale dell'isola di Pago (centro principale Novaglia) e dallo stretto tratto di costa (centri principali Segna e Carlopago), ai piedi del massiccio delle Alpi Bebie (Velebit). Capoluogo della regione è Gospić.

## Popolazione
La regione della Lika e di Segna è la divisione amministrativa croata meno popolata e con la minore densità di popolazione.
Suddivisione della popolazione secondo le nazionalità (dati secondo il censimento del 2001):
- croati 46.245 (86,15%)
- serbi 6.193 (11,54%)
- albanesi 110 (0,20%)
- bosniaci 88 (0,16%)
- n.d. 509 (0,95%)

In seguito al ritorno dei profughi serbi nel territorio della regione è prevedibile che la percentuale di popolazione serba sia in tendenziale aumento.
Fino ai primi anni del XX secolo, specialmente nell’area dalmata della regione, era presente anche una piccola minoranza italiana, di dialetto veneto o istro-dalmata, in gran parte scomparsa dopo la fine della prima guerra mondiale.

## Città e comuni
La regione della Lika e di Segna è divisa in 4 città e 8 comuni, qui sotto elencati (fra parentesi il dato relativo al censimento della popolazione del 2011).

### Città
| Stemma | Città             | Altitudine m s.l.m. | Superficie km² | Ab.    | Densità ab./km² | Frazioni |
| ------ | ----------------- | ------------------- | -------------- | ------ | --------------- | -------- |
|        | Gospici, Gospić   | 656                 | 967,00         | 12.729 | 13,16           | 50       |
|        | Novaglia, Novalja | 1                   | 93,36          | 3.335  | 35,72           | 10       |
|        | Ottocio, Otočac   | 459                 | 565,30         | 10.411 | 18,42           | 22       |
|        | Segna, Senj       | 1 - 1699            | 658,00         | 7.165  | 10,89           | 27       |

1. ↑  Sull'isola di Pago

### Comuni
| Stemma | Comune                              | Altitudine m s.l.m. | Superficie km² | Ab.   | Densità ab./km² | Frazioni |
| ------ | ----------------------------------- | ------------------- | -------------- | ----- | --------------- | -------- |
|        | Brigne, Brinje                      | 469                 | 358,22         | 4.081 | 11,39           | 12       |
|        | Carlopago, Karlobag                 | 1                   | 283,00         | 1.019 | 3,60            | 14       |
|        | Lapazzo Inferiore, Donji Lapac      | 582                 | 353,00         | 2.200 | 6,23            | 18       |
|        | Lovinaz, Lovinazzo Lovinac          | 576                 | 341,92         | 1.096 | 3,21            | 10       |
|        | Perusizzo, Perušić                  | 603                 | 380,69         | 3.494 | 9,18            | 20       |
|        | Laghi di Plivizza, Plitvička Jezera | 612                 | 539,08         | 4.358 | 8,08            | 41       |
|        | Udbina, Udbina                      | 828                 | 683,15         | 1.649 | 2,41            | 26       |
|        | Vercovine, Vrhovine                 | 734                 | 154,95         | 905   | 5,84            | 7        |